# 유럽 연합의 옵트아웃
일반적으로 유럽법이나 협약들은 유럽 연합 내의 27개 회원국들에게 모두 적용되지만, 일부 국가들은 선택적으로 이러한 정책에서 이탈한다. 즉, 유럽 연합 내에서 해당 회원국의 내부적 또는 외부적 이해 관계에 따라 선택적으로 이러한 정책을 거부하는 행위를 선택적 이탈권 또는 영어를 그대로 사용하여 옵트 아웃(Opt-out)이라고 한다.
옵트 아웃을 행사하고 있는 국가로는 현재 3개국(덴마크, 아일랜드, 폴란드)이 있다. 영국은 2020년 1월 31일을 기해 유럽 연합에서 탈퇴하기 이전까지 솅겐 조약, 유럽 경제 통화 동맹, 유럽 연합 기본권 헌장에 대한 옵트 아웃을 행사했다.

## 솅겐 조약
솅겐 조약(Schengen agreement)에서 아일랜드가 옵트 아웃을 행사하였다.

## 유럽 경제 통화 동맹
유럽 경제 통화 동맹(European Economic and Monetary Union)에서 덴마크가 옵트 아웃을 행사하였다.

## 유럽 연합 기본권 헌장
유럽 연합 기본권 헌장(Charter of Fundamental Rights of the European Union)에서 폴란드가 옵트 아웃을 행사하였다.

## 같이 보기
- 브렉시트